# Raiffeisenbank Singoldtal
Die Raiffeisenbank Singoldtal eG ist eine Genossenschaftsbank mit Sitz in der bayerischen Gemeinde Hurlach im Landkreis Landsberg am Lech.

## Geschichte
Die Raiffeisenbank Singoldtal eG entstand im Jahr 2000 durch die Fusion der Raiffeisenbank Igling-Hurlach eG mit dem Sitz in Hurlach mit der Raiffeisenbank Langerringen eG mit dem Sitz in Langerringen. Zuvor fanden bereits folgende Fusionen der am 11. September 1899 gegründeten Raiffeisenbank Hurlach eG sowie der Raiffeisenbank Langerringen eG statt:
- 1982 – Fusion der Raiffeisenbank Hurlach eG mit der Raiffeisenbank Igling-Holzhausen eG mit dem Sitz in Igling zur Raiffeisenbank Igling-Hurlach eG
- 1975 – Fusion der Raiffeisenbank Oberigling-Holzhausen eG mit dem Sitz in Oberigling mit der Raiffeisenkasse Unterigling eG mit dem Sitz in Unterigling zur Raiffeisenbank Igling-Holzhausen eG
- 1971 – Fusion der Raiffeisenkasse Schwabmühlhausen eGmbH mit dem Sitz in Schwabmühlhausen mit der Raiffeisenbank Langerringen eGmbH
- 1965 – Fusion der Raiffeisenkasse Holzhausen eGmbH mit dem Sitz in Holzhausen bei Buchloe mit der Raiffeisenkasse Oberigling eGmbH zur Raiffeisenkasse Oberigling-Holzhausen eGmbH

Im Jahr 2023 fusionierte die Raiffeisenbank Singoldtal eG letztmalig mit der Raiffeisenbank Raisting eG mit dem Sitz in Raisting.

## Rechtsverhältnisse
Die Raiffeisenbank Singoldtal eG ist im Genossenschaftsregister beim Amtsgericht Augsburg unter GnR 612 eingetragen.

## Organisationsstruktur
Rechtsgrundlagen sind das Genossenschaftsgesetz und die durch die Generalversammlung beschlossene Satzung. Organe der Bank sind der Vorstand, der Aufsichtsrat und die Generalversammlung.

## Sicherungseinrichtung
Die Raiffeisenbank Singoldtal eG ist der amtlich anerkannten Sicherungseinrichtung des Bundesverbandes der Deutschen Volksbanken und Raiffeisenbanken GmbH und der zusätzlichen freiwilligen Sicherungseinrichtung des Bundesverbandes der Deutschen Volksbanken und Raiffeisenbanken e.V. angeschlossen.

## Geschäftsausrichtung
Die Raiffeisenbank Singoldtal eG betreibt das Universalbankgeschäft. Im Verbundgeschäft arbeitet sie mit der DZ Bank, R+V Versicherung, Bausparkasse Schwäbisch Hall, Teambank, VR Leasing,  DZ Hyp und der Union Investment zusammen.

## Geschäftsgebiet
Das Geschäftsgebiet liegt im Westen des Landkreises Landsberg am Lech, im Süden des Landkreises Augsburg sowie im Norden des Landkreises Weilheim-Schongau.
An diesen Orten betreibt die Bank Filialen:
- Hurlach (Hauptstelle, jur. Sitz)
- Raisting (Geschäftsstelle)
- Langerringen (Geschäftsstelle)
- Igling (Geschäftsstelle)